# Cadre-47/2-Europameisterschaft 1966

Logo CEB (ausrichtender Verband)

Veranstaltungsort: Bern

Die Cadre-47/2-Europameisterschaft 1966 war das 28. Turnier in dieser Disziplin des Karambolagebillards und fand vom 12. bis zum 15. Mai 1966 in Bern statt. Es war die erste Cadre-47/2-Europameisterschaft in der Schweiz.

## Geschichte
In einer denkwürdigen Europameisterschaft in Bern gab es gute Leistungen wie nie vorher. Mit jeweils sechs Siegen standen am Ende der Franzose Jean Marty und der Niederländer Henk Scholte an der Tabellenspitze. Mit seinem neuen Europarekord im Generaldurchschnitt (GD) van 94,26 war der Franzose aber der verdiente Sieger. Er beendete im Turnier drei Partien in nur einer Aufnahme und stellte damit den Europarekord im BED von 400,00 ein. Mit einer (prolongierten) Höchstserie von 1073 verbesserte er den alten Europarekord des Niederländers Piet van de Pol. Scholte vergab seine Siegeschance durch eine Niederlage gegen den Schweizer Robert Guyot. In der letzten Partie bezwang er zwar noch Marty, aber im GD war der Franzose nicht mehr einzuholen.  Léo Corin aus Belgien, der nur durch die Absage von Joseph Vervest ins Teilnehmerfeld kam, wurde Dritter. Vervest hatte einen Autounfall. Durch eine längere Krankheit war der Düsseldorfer Siegfried Spielmann noch nicht in Bestform. Deshalb ist sein vierter Platz in diesem starken Feld ein Erfolg.

## Turniermodus
Hier wurde im Round Robin System bis 400 Punkte gespielt. Es wurde mit Nachstoß gespielt. Damit waren Unentschieden möglich.
Bei MP-Gleichstand wird in folgender Reihenfolge gewertet:
1. MP = Matchpunkte
2. GD = Generaldurchschnitt
3. HS = Höchstserie

## Abschlusstabelle

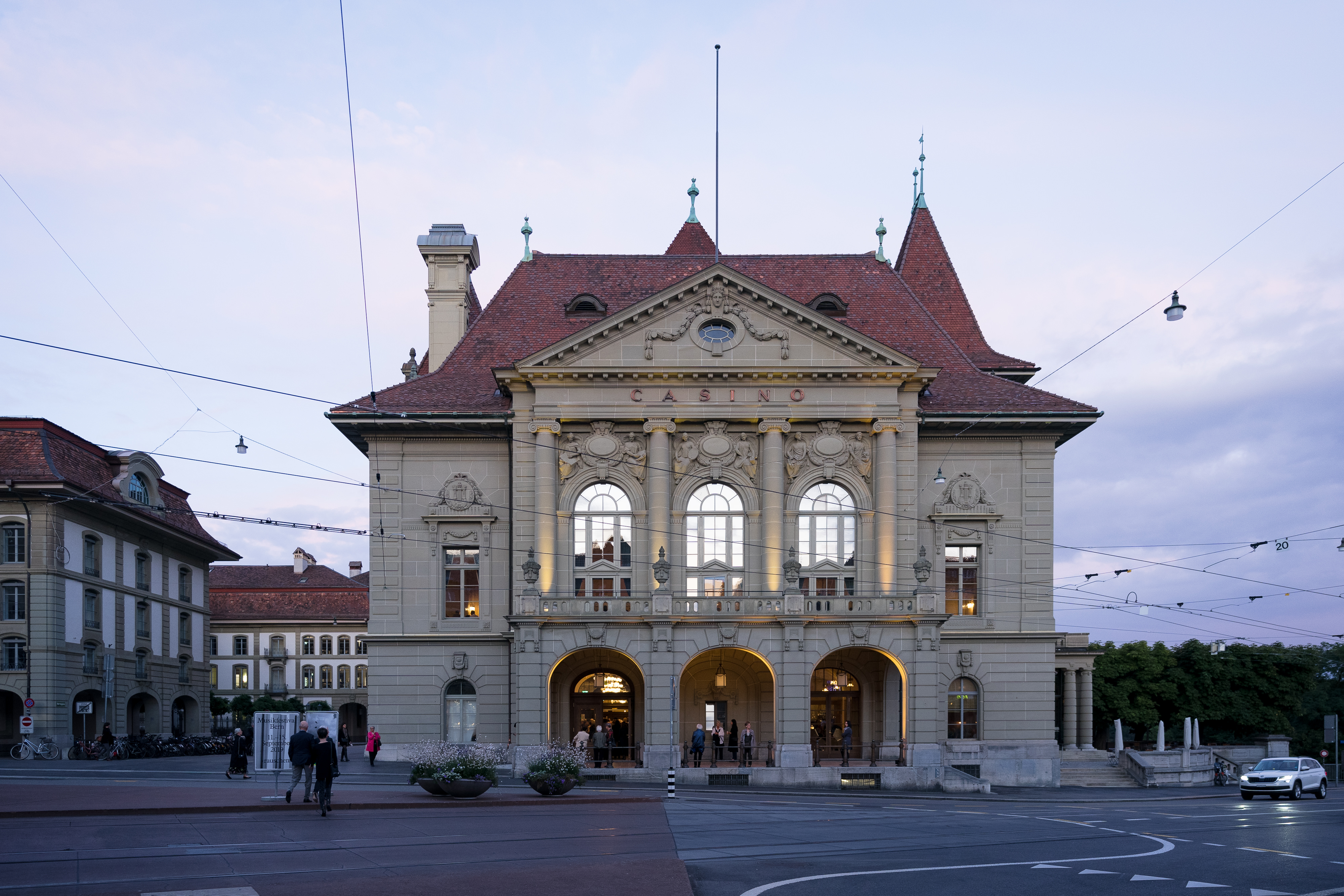
Casino Bern

| MP    | Match Points (Sieger = 2; Unentschieden = 1; Verlierer = 0) |
| Pkte. | Erzielte Karambolagen                                       |
| Aufn. | Benötigte Versuche                                          |
| GD    | Generaldurchschnitt                                         |
| BED   | Bester Einzeldurchschnitt eines Spielers                    |
| HS    | Höchstserie                                                 |
|       | Bester GD des Turniers                                      |
|       | Bester ED des Turniers                                      |
|       | Beste HS des Turniers                                       |
|       | 1. Platz (Gold)                                             |
|       | 2. Platz (Silber)                                           |
|       | 3. Platz (Bronze)                                           |

| Platz                      | Name                 | MP   | Pkte. | Aufn. | GD    | BED    | HS   |
| -------------------------- | -------------------- | ---- | ----- | ----- | ----- | ------ | ---- |
| 1                          | Jean Marty           | 12:2 | 2451  | 26    | 94,26 | 400,00 | 1073 |
| 2                          | Henk Scholte         | 12:2 | 2750  | 33    | 83,33 | 200,00 | 397  |
| 3                          | Léo Corin            | 8:6  | 2156  | 51    | 42,27 | 66,66  | 323  |
| 4                          | Siegfried Spielmann  | 7:7  | 1980  | 69    | 28,69 | 133,33 | 318  |
| 5                          | José Gálvez          | 6:8  | 1833  | 48    | 38,18 | 200,00 | 378  |
| 6                          | Hans Vultink         | 6:8  | 1962  | 60    | 32,70 | 66,66  | 284  |
| 7                          | Robert Guyot         | 5:9  | 1934  | 55    | 35,16 | 133,33 | 227  |
| 8                          | Heinrich Weingartner | 0:14 | 1188  | 64    | 18,56 | –      | 138  |
| Turnierdurchschnitt: 40,03 |                      |      |       |       |       |        |      |